# Parasetodes respersellus
Parasetodes respersellus is een schietmot uit de familie Leptoceridae. De wetenschappelijke naam van de soort is voor het eerst geldig gepubliceerd in 1842 door Rambur.

## Voorkomen
De soort komt voor in het Oriëntaals en het Palearctisch gebied.